# Хижина дяди Тома
«Хижина дяди Тома, или Жизнь среди низших» (англ. Uncle Tom's Cabin; or, Life Among the Lowly) — роман Гарриет Бичер-Стоу 1852 года, направленный против рабовладения в США. Роман произвёл большой общественный резонанс; по некоторым оценкам, настолько обострил один из местных конфликтов на почве рабства, что он вылился в Гражданскую войну в США.
«Хижина дяди Тома» стала самым продаваемым романом XIX века и второй по продаваемости книгой столетия, после Библии и была вдохновлена аболиционистской книгой «Американское рабство как оно есть».
В первый год после публикации 300 000 экземпляров книги было продано в Соединённых Штатах, один миллион экземпляров — в Великобритании.
В 1855 году, спустя три года после публикации, роман был назван «самым популярным романом наших дней».

## Сюжет
После проигрышей на бирже джентльмен Шелби поневоле решает продать рабов Тома и мальчика Гарри работорговцу Гейли. Подслушав разговор Шелби и Гейли, молодая невольница Элиза, мать Гарри, предупреждает Тома, после чего совершает побег вместе с сыном. Ей удаётся переправиться по льдинам через реку Огайо, а фермеры на другом берегу отводят её к аболиционистам, переправляющим людей в Канаду. Её муж, мулат Джордж Гаррис, доведённый до отчаяния обращением своего хозяина, тоже совершает побег, путешествуя под видом испанского джентльмена. Ряд белых людей, сочувствующих рабам, помогает беглецам. Гейли договаривается с охотником за людьми Томом Локкером, чтобы тот поймал беглецов, но Джордж, решительно сделавший выбор между свободой и смертью, вступает в бой с отрядом Локкера. Раненного Локкера подбирают квакеры, незадолго до этого оказавшие помощь Джорджу и его семье, он предупреждает Гарриса о ловушках работорговцев. Джорджу и его семье удаётся достичь Канады.
Несмотря на предупреждение Элизы, негр Том, набожный, добросовестный и работящий невольник, решает покориться воле Божьей и не подводить своего хозяина: он знает, что иначе Шелби разорится, и его имение будет продано. Гейли присоединяет Тома к партии рабов, отправляющейся пароходом по реке на Юг. В пути Том спасает упавшую за борт девочку по имени Евангелина Сен-Клер, дочь богатого и знатного джентльмена Огюстена Сен-Клера, который соглашается выкупить Тома у Гейли. Том становится кучером в доме Сен-Клера в Новом Орлеане. Огюстен производит впечатление беззаботной и легкомысленной личности, но на самом деле он умный и глубокий человек, искренне ненавидящий рабство. К нему приезжает с Севера кузина Офелия. Сен-Клер покупает и дарит ей негритянку Топси, очень способную и смышлёную, но непослушную девочку, которую Офелия пытается воспитать.
Проходит два года. Ева умирает от чахотки, а Сен-Клер получает смертельное ранение, пытаясь разнять драку в баре. Эгоистичная вдова Сен-Клера Мари, погружённая в ипохондрию, считает, что рабство является нормальным положением дел для негров, и игнорирует тот факт, что Огюстен хотел Тому дать вольную. Она решает продать часть негров, и Тома вместе с другими рабами продают с аукциона.
Тома покупает рабовладелец с Красной реки Саймон Легри. На своей плантации он выжимает из рабов всё возможное в погоне за прибылью. Том дорого ему обошёлся, и Легри планирует сделать из него надсмотрщика, такого же кровожадного, как и его собаки, которыми он травит провинившихся. Но Том верен своим принципам: он не только не соглашается на эту «должность», но и приносит в жизнь совсем отчаявшихся людей радость и добро, насколько это возможно под неусыпным взором бесчеловечных надсмотрщиков. Невольница Касси, бывшая когда-то любовницей Легри, рассказывает Тому историю своей жизни. После смерти её мужа Касси, её сына и дочь продали с молотка. Выйдя замуж во второй раз, Касси, предвидя подобный исход, отравила своего новорожденного малыша опиумом. Она говорит Тому, что Легри без колебаний готов замучить любого из своих рабов до смерти и предлагает Тому убить Легри, захватить его деньги и бежать, но Том отказывается. Касси совершает демонстративный побег с молодой невольницей Эммелиной, после чего женщины прячутся на чердаке дома Легри. Касси заранее потрудилась создать легенду о привидениях, обитающих на чердаке, из-за чего суеверные негры и сам Легри боятся подняться на чердак.  Разъярённый безуспешными поисками и стойкостью Тома, Легри приказывает надсмотрщикам Сэмбо и Квимбо бичевать Тома. Сэмбо и Квимбо выполняют приказ, но позже в раскаянии ухаживают за умирающим Томом.
После смерти отца молодой Джордж Шелби и вдова разбираются с делами и долгами отца. Шелби идёт по следам Тома, надеясь его выкупить, но застаёт его на смертном одре. Невольники Легри хоронят Тома, разгневанный обидными словами Легри Шелби могучим ударом сбивает рабовладельца с ног, заслужив тем самым его уважение. Касси несколько раз показывается Легри в виде привидения, и Легри, не выдержав, пускается в запой, что приводит его к смерти от белой горячки.
На борту парохода Джордж Шелби встречает Касси с Эммелиной, а также мадам де Ту, бывшую невольницу, её покойный хозяин женился на ней, дал ей своё имя и свободу. Мадам де Ту - сестра Джорджа Гарриса, разыскивающая своего брата. Герои находят Гарриса с семьёй в Канаде, Касси узнаёт в Элизе свою дочь, проданную в рабство. На деньги сестры Джордж получает образование и позже уезжает с семьёй, тёщей и сестрой в Либерию. Они также находят сына Касси, тоже успевшего бежать в Канаду.
Джордж Шелби даёт вольную всем своим невольникам, а хижину дяди Тома оставляет как символ отменённого рабства.

## Персонажи

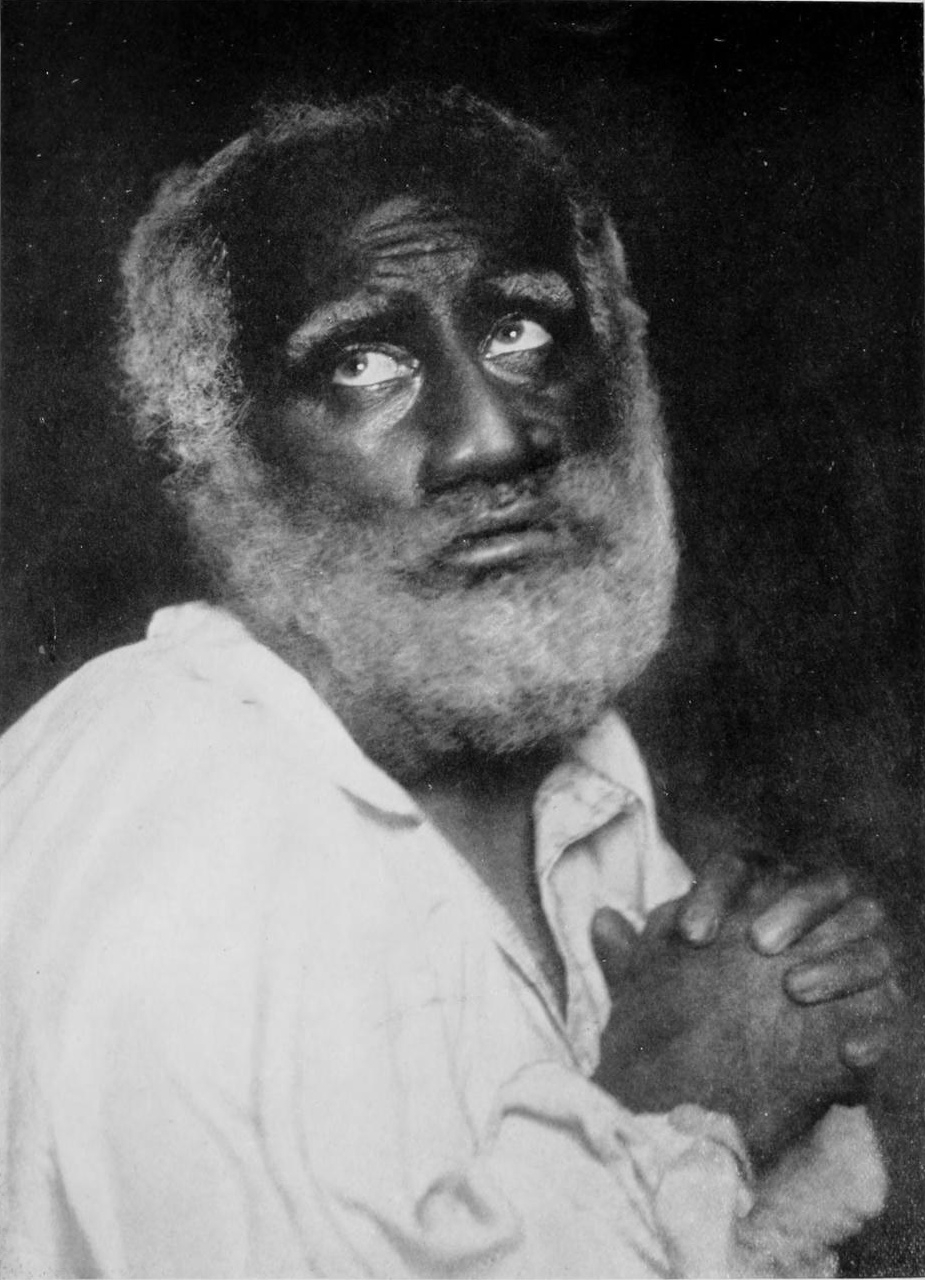
Кавендиш Мортон в роли дяди Тома

- Дядя Том — негр, сначала раб семьи Шелби, потом раб Гейли, затем его хозяином становится Сент-Клер, и последний — Саймон Легри. Главный герой романа. Честный, добросердечный, благочестивый, наблюдательный, впечатлительный человек. Реплик Тома в романе не так уж много, однако все они подчёркивают, что Том — глубокая личность. Изменил мировоззрение многих героев, их отношение к рабам.
- Элиза — мать Гарри, проданного вместе с Томом. Решает бежать вместе с сыном, в конце концов оказывается вместе с мужем и сыном в Канаде.
- Джордж — муж Элизы и отец Гарри, сильный, волевой, энергичный человек.
- Мистер Гейли — работорговец.
- Джим — невольник, вернувшийся в Америку, чтобы увезти в Канаду свою мать.

Семья Шелби:
- Джордж Шелби — сын супругов Шелби, молодой хозяин. В детстве был очень дружен с Томом, учил его грамоте. Впоследствии находит умирающего Тома, хоронит его и отпускает всех своих рабов. В силу своей молодости, Джордж импульсивен, порывист, эмоционален.
- Мистер Шелби — старый хозяин. Очень любил и ценил Тома как ценного работника, но был вынужден его продать. Умирает в конце повествования.
- Миссис Шелби — хозяйка. Любит сына и мужа, также ценила Тома и очень не хотела, чтобы муж продал его. Настоящая леди, умница и красавица.

Семья Сен-Клер:

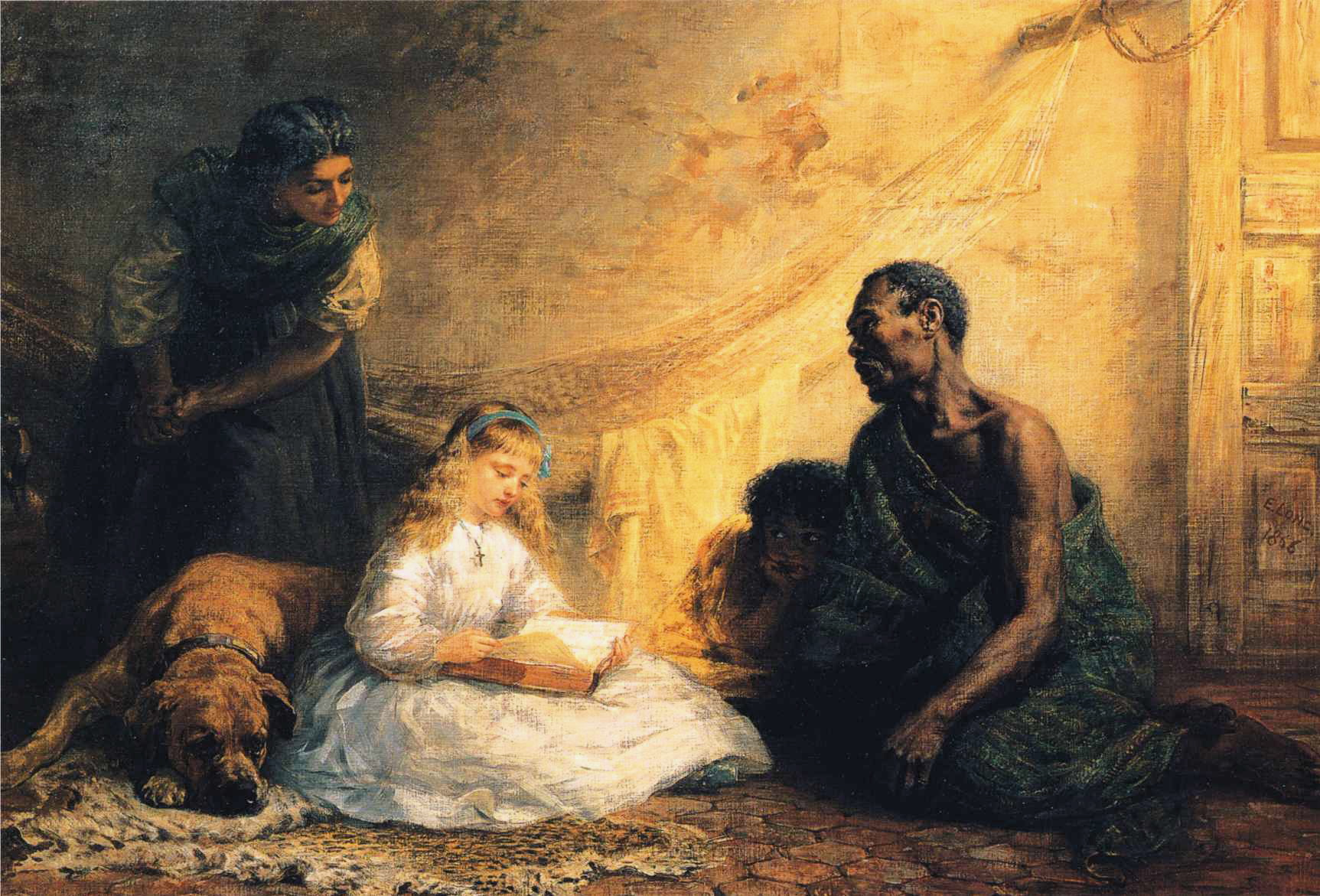
Дядя Том и маленькая Ева, картина Эдвина Лонга, 1866

- Огюстен Сен-Клер — хозяин. Легкомысленный, но лояльный и справедливый. Хорошо обращается со своими слугами. Азартен, лёгок на подъём, умён и остроумен. Порой саркастичен. Имел страсть к алкоголю, но впоследствии, после разговора с Томом, бросает пить. Огюстен редко наведывается в церковь, чем очень недовольна его жена, Мари. Он объясняет это тем, что ему там скучно, хотя на самом деле он давно разуверился в Боге. Купив Тома, Огюстэн многое пересматривает в своей жизни — бросает пить, становится более вдумчивым, сдержанным. Ненавидит рабство и хочет освободить всех своих рабов. Прислушивается к мнению Тома, порой советуется с ним. Обожает свою дочь Еву, очень страдает, когда та умирает. Погибает от удара ножом.
- Евангелина «Ева» Сен-Клер — единственная дочь хозяев. Юная, но очень глубокомысленная, рассудительная девочка. Обожает всех слуг, особенно Мэмми и Тома. Просит отца, чтобы тот освободил их. Воспитанная аристократкой, Ева начисто лишена эгоизма; по словам её отца, «зло не пристанет к Еве». Сострадание, милосердие — это всё о ней, Мэмми называет её «ангелочком». Рано умирает от туберкулёза. Все скорбят и страдают по Еве, от отца до слуг.
- Мари Сен-Клер — хозяйка, жена Огюстена. Эгоистичная, показно-религиозная женщина, полная противоположность своей дочери и мужу. Истерична, беспорядочна. Ипохондрик. Постоянно на всё жалуется, не терпит, когда ей перечат. Поднимает руку на своих слуг, чего не позволяет себе Огюстен и тем более Ева. После смерти мужа и дочери распродаёт всех слуг.
- Офелия — кузина Огюстена, двоюродная тётя Евы. Родом из Новой Англии. Ненавидит рабство, но недолюбливает негров. Строгая, дисциплинированная женщина. Всё делает своими руками, не прибегая к помощи слуг, чем вызывает удивление и недоверие на Юге. Целеустремлённая, справедливая леди. Но и ей не чужды сострадание, милосердие. Честная, прямая. Не любит Мари, обожала Еву. Огюстэна любит с детства, хоть и считает его легкомысленным и необязательным. Огюстен подарил ей девочку — негритянку по имени Топси. Офелия воспитывает её, увозит в Свободные Штаты и там освобождает её.
- Альфред Сен-Клер — родной брат Огюстена, полная ему противоположность. Деспотичный, жёсткий человек. Насмешлив. Имеет сына Энрика, похожего на него самого; тот совсем не похож на Еву, но очень её любит.

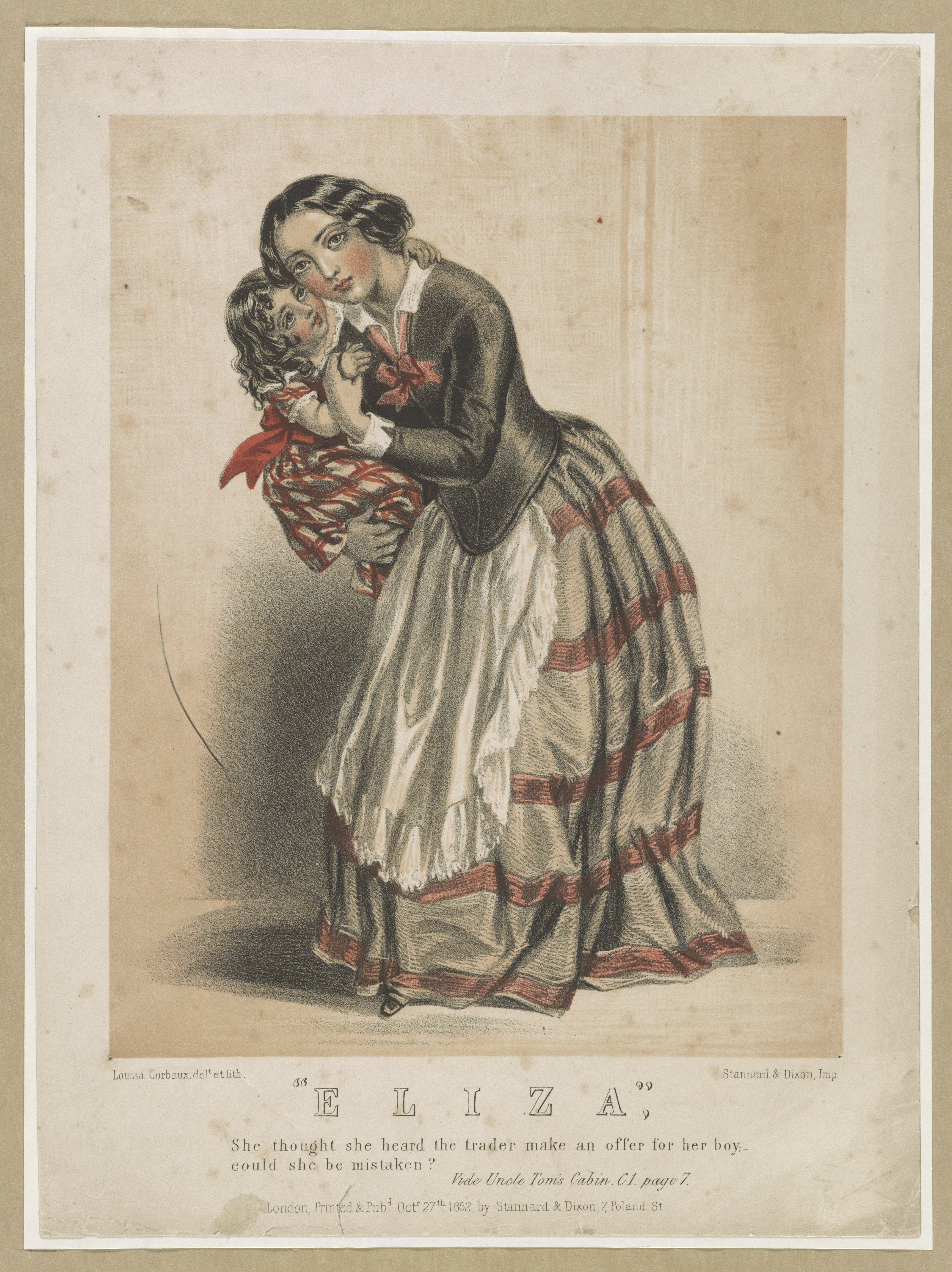
«Элиза, ей показалось, что она слышала, как торговец сделал предложение купить её маленького сына; может она ошиблась?». Иллюстрация Луизы Корбо, 1853
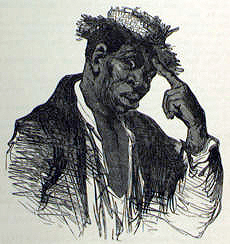
Сэм. Иллюстрация из «Нового издания» «Хижины дяди Тома» 1888 года. Образ Сэма повлиял на формирование стереотипа ленивого, беззаботного «счастливого негра»
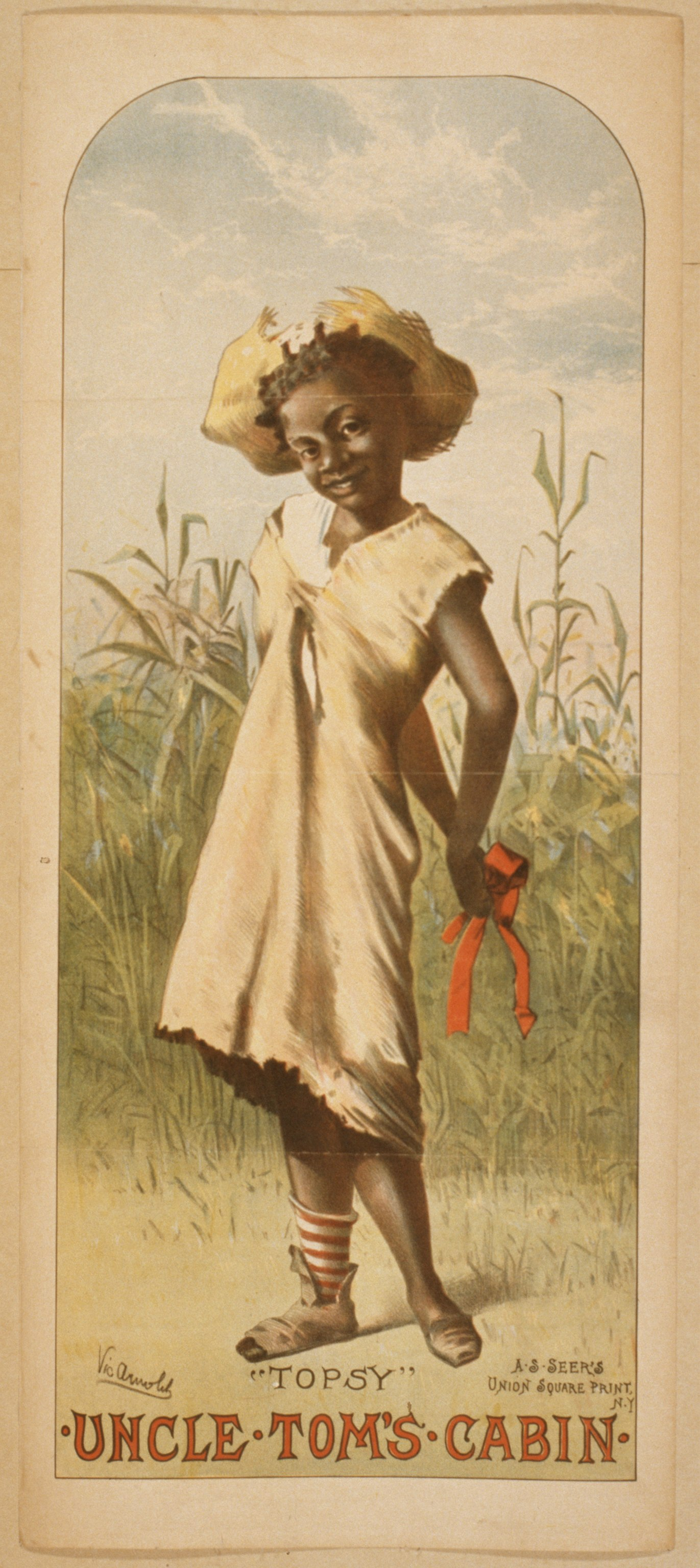
Топси. Иллюстрация 1886 года
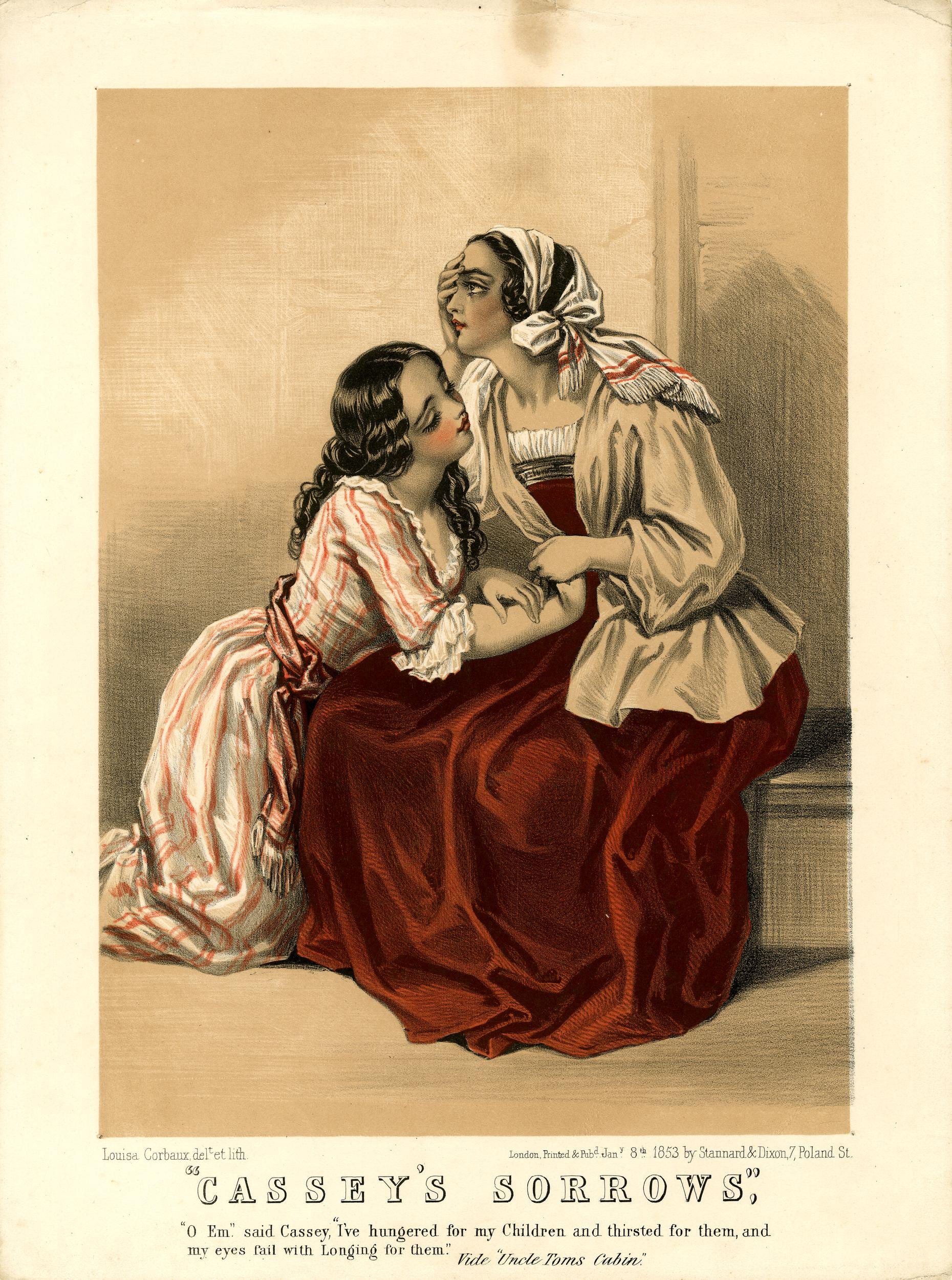
Касси и Эмили. Иллюстрация Луизы Корбо, 1853
Легри избивает дядюшку Тома
Касси помогает дяде Тому после его избиения Легри. Полностраничная иллюстрация Хэмматта Биллингса к первому изданию «Хижины дяди Тома» (1852)
Том и Ева Сен-Клер. Иллюстрация издания 1853 года

## Создание и популяризация стереотипов
Современные[когда?] исследователи критикуют роман за снисходительное расистское описание негритянских персонажей романа, особенно при описании внешнего вида, речей и поведения героев, как и за пассивность дяди Тома, с которой он принимает судьбу. Роль книги в создании и использовании общих стереотипов об афроамериканцах значительна, поскольку роман «Хижина дяди Тома» был бестселлером в течение XIX века. В результате книга (вместе с иллюстрациями к ней) сыграла главную роль в том, что эти стереотипы укоренились в сознании американцев.

## Реакция
Выход романа вызвал появление большого количества рецензий и отзывов. Пример одного из них: «Сердечно поздравляю Вас с успехом и влиянием, которым пользуется роман „Хижина дяди Тома“. Это одна из величайших побед, вошедших в историю литературы; ещё большее торжество — нравственное её воздействие… Ваш преданный слуга Генри Лонгфелло».
«Хижина дяди Тома» возмутила людей на американском Юге и сторонников рабства в других частях страны. Реакция рабовладельческих штатов была почти однозначно-негативной и отрицающей. Известный поэт и романист Юга Уильям Симмс обвинил роман в недостоверности, другие называли работу Стоу преступной и клеветнической. Стоу получила множество писем с угрозами (и даже посылку с отрезанным ухом чернокожего человека). Книготорговец из Мобила (Алабама), выставивший книгу на продажу, позже был вынужден покинуть город под давлением общественности.
Некоторые критики[кто?] выделили скудость жизненного опыта Стоу, связанного с жизнью на Юге, что выразилось в неточных описаниях региона. Например, она никогда не была на южной плантации. Однако Стоу всегда говорила, что персонажи её книги основаны на историях, которые ей рассказывали беглые рабы в Цинциннати. Сообщается, что «она наблюдала за несколькими инцидентами, которые побудили её написать знаменитый роман против рабства. Сцены, которые она самолично наблюдала на реке Огайо, включая продажу мужа и жены разным хозяевам, а также статьи в газетах и журналах, стали материалом для сюжета».
В ответ на обвинения Бичер-Стоу в 1853 году написала книгу «Ключ от хижины дяди Тома», в которой приводились свидетельства того, что роман основан на реальных событиях. Прототипом главного героя романа послужил беглый негр-раб Джосайя Хенсон.
Несмотря на критику, роман захватил воображение многих американцев. По данным сына Стоу, когда президент Соединённых Штатов Авраам Линкольн познакомился с его матерью в 1862 году, он заметил: «эта маленькая леди, которая начала эту великую войну».

## «Хижина дяди Тома» в разных странах мира
В Российской империи
Роман «Хижина дяди Тома» был опубликован на русском языке в 1857 году в виде приложения к «Русскому вестнику» М. Н. Каткова (под названием «Хижина дяди Тома, или Жизнь негров в невольничьих штатах Северной Америки») и печатался в журнале «Сын Отечества» Н. И. Греча. Роман был также опубликован в качестве приложения к некрасовскому «Современнику» № 1 за 1858 год, в результате чего заметно выросла подписка на него. В общей сложности, во второй половине XIX века роман выходил в России более чем в 10 различных переводах и обработках как отдельными изданиями, так и в журналах.
В некоторых публикациях указано, что при Николае I (ум. 1855) в России книга была запрещена — за идею всеобщего равенства людей и «подрыв религиозных идеалов».

## Анти-Том
В ответ на роман появился целый жанр литературы, получивший название «Анти-Том». Он представлял рабовладельческую точку зрения и опирался на мнение, что видение вопросов рабства, описанное в романе Стоу, раздуто и некорректно. Героями сюжетов являются мягкосердечный патриархальный хозяин и его безупречная жена, которые по-семейному правят похожими на детей рабами на плантации. В этих романах подразумевается или прямо утверждается, что негры — народ, похожий на детей, неспособный жить без прямого надзора со стороны белых.
Среди наиболее известных произведений данного жанра — «Меч и прялка» (англ. The Sword and the Distaff) Уильяма Симмса, «Хижина тёти Филлис» (англ. Aunt Phillis’s Cabin) Мэри Истмен, и «Северная невеста плантатора» (англ. The Planter's Northern Bride) Кэролайн Хенц (которая была близкой подругой Бичер-Стоу в то время, когда они обе проживали в Цинциннати). Книга Симмса была напечатана спустя несколько месяцев после «Хижины дяди Тома», в ряде её разделов приводится полемика с произведением Стоу и её взглядом на рабство. Роман Хенц, написанный в 1854 году, в своё время широко читался, но был по большей части забыт. В нём защищается рабство, которое представляется глазами женщины-северянки, дочери аболициониста, вышедшей замуж за рабовладельца-южанина.
За десятилетие, разделившее публикацию «Хижины дяди Тома» и начало Гражданской войны, было опубликовано около 20—30 романов жанра «Анти-Том». Среди них две книги под названием «Хижина дяди Тома как она есть» (англ. Uncle Tom’s Cabin As It Is), одна — У. Л. Смита, другая — С. Уили, а также книга Джона Пендлтона Кеннеди. Более половины романов жанра «Анти-Том» были написаны белыми женщинами. Уильям Симмс оставил такой комментарий: «Похоже, что южанки ответили на поэтические взгляды северянки».

## В XX веке
В годы наибольшей активности «чёрных пантер» слово «Том» стало оскорблением (сродни русскоязычному сленговому выражению «терпила», «пострадавший») по отношению к тем представителям афроамериканского населения, которые придерживались идеи мирного противостояния расизму, считавшим, что белые и чёрные могут сосуществовать бесконфликтно. «Пантеры», выступавшие за радикальные методы, террор и вооружённое сопротивление белым, относились с презрением к сторонникам примирения с белыми. После того, как известный боксёр Кассиус Клей стал адептом Нации ислама, получив мусульманское имя Мохаммед Али, он неоднократно дразнил своего соперника Джо Фрейзера, называя его «Томом».
Дом Бичер-Стоу в Брансуике, штат Мэн, где была написана «Хижина дяди Тома», находится в списке важнейших достопримечательностей США.
В книге «101 самая влиятельная несуществующая личность», посвящённой литературным героям, сыгравшим значительную роль в истории человечества (книга вышла в США в октябре 2006), дядя Том занимает 11-е место.